# Волна (скальная формация)

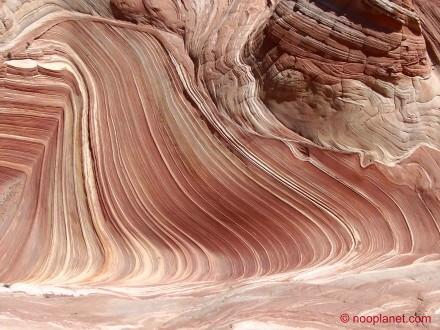
Волна

Волна (англ. The Wave) — песчаниковая скальная формация на границе штатов Аризона и Юта (США) на склонах Койот-Баттс плато Колорадо. Известна среди туристов и фотографов своими красочными, волнообразными формами.
Два основных жёлоба, содержащих это скальное образование, имеют размеры 36×19 м и 16×2 м. 250 миллионов лет назад здесь были песчаные дюны, перемещавшиеся под влиянием сезонных ветров.
Волна особенно известна среди европейских туристов — отчасти потому, что она появилась в немецком документальном фильме, снятом в 1990-х годах. Чтобы поддержать естественную целостность экосистемы, здесь не прокладывают дорог. Для того чтобы защитить этот памятник природы от разрушения, его посещение регулирует Бюро по управлению государственными и общественными землями, которое ограничивает к ней доступ двадцатью посетителями в день.